# ليم زونغ صن
ليم زونغ صن مواليد 16 يوليو 1943 في كوريا، هو لاعب كرة قدم كوري شمالي كان يلعب في مركز الدفاع. مثّل منتخب كوريا الشمالية لكرة القدم. سبق له أن لعب في كأس العالم لكرة القدم مع منتخب بلاده في مونديال عام 1966م.

## روابط خارجية
- ليم زونغ صن على موقع الاتحاد الدولي (مؤرشف)  (الإنجليزية)
- ليم زونغ صن على موقع قاعدة بيانات كرة القدم.إي يو (الإنجليزية)
- ليم زونغ صن على موقع ناشيونال فوتبول تيمز (الإنجليزية)
- ليم زونغ صن على موقع Soccerway.com (الإنجليزية)
- ليم زونغ صن على موقع عالم كرة القدم.نت (الإنجليزية)